# Márton Joób
Márton Joób (Szeged, 24 de junio de 1982) es un deportista húngaro que compitió en piragüismo en la modalidad de aguas tranquilas. Ganó 4 medallas en el Campeonato Mundial de Piragüismo entre los años 2003 y 2007, y 4 medallas en el Campeonato Europeo de Piragüismo entre los años 2006 y 2008.

## Palmarés internacional
| Campeonato Mundial | Campeonato Mundial           | Campeonato Mundial | Campeonato Mundial |
| Año                | Lugar                        | Medalla            | Competición        |
| ------------------ | ---------------------------- | ------------------ | ------------------ |
| 2003               | Gainesville (Estados Unidos) | Medalla de oro     | C4 1000 m          |
| 2006               | Szeged (Hungría)             | Medalla de bronce  | C4 200 m           |
| 2007               | Duisburgo (Alemania)         | Medalla de oro     | C4 200 m           |
| 2007               | Duisburgo (Alemania)         | Medalla de oro     | C4 500 m           |
| Campeonato Europeo |                              |                    |                    |
| Año                | Lugar                        | Medalla            | Competición        |
| 2006               | Račice (República Checa)     | Medalla de plata   | C4 200 m           |
| 2007               | Pontevedra (España)          | Medalla de bronce  | C4 200 m           |
| 2008               | Milán (Italia)               | Medalla de plata   | C4 200 m           |
| 2008               | Milán (Italia)               | Medalla de plata   | C4 500 m           |